# Sigma Orionis
Sigma Orionis (σ Orionis, kurz σ Ori) ist ein etwa 1060 Lichtjahre entferntes System aus fünf Sternen im Sternbild Orion. Den Kern bildet ein spektroskopischer Doppelstern mit den Helligkeiten 4.2 und 5.1 mag, deren Summenhelligkeit 3.8 mag ergibt. Die Sterngruppe ist Teil des namensgebenden Sigma-Orionis-Haufens.

## Sternsystem
Im Zentrum von Sigma Orionis liegt ein stabiles Doppelsternsystem mit Sigma Orionis A und Sigma Orionis B, um das sich auf irregulären Bahnen die drei äußeren Sterne Sigma Orionis C, Sigma Orionis D und Sigma Orionis E bewegen. A und B sind nur 0,25 Bogensekunden voneinander entfernt und daher auch in großen Teleskopen kaum zu trennen.